# Notacja Diraca
Notacja Diraca (nawiasy Diraca, notacja bra-ket) – wprowadzony w 1939 przez Paula Diraca do mechaniki kwantowej, sposób zapisywania działania form liniowych na stany kwantowe.
- tzw. ket, zapisywany „{\displaystyle |v\rangle }”, oznacza wektor {\displaystyle v} w zespolonej przestrzeni liniowej {\displaystyle V} (zwykle przestrzeni Hilberta); fizyczna interpretacja to stan kwantowy pewnego układu.

- tzw. bra, zapisywane „{\displaystyle \langle f|}”, oznacza funkcjonał liniowy {\displaystyle f\colon V\to \mathbb {C} } na przestrzeni (gdy {\displaystyle V} jest przestrzenią Hilberta, zapis ten oznacza zwykle ciągły funkcjonał liniowy).

Działanie funkcjonału {\displaystyle \langle f|} na wektorze {\displaystyle |v\rangle } zapisywane jest jako {\displaystyle \langle f|v\rangle .}
Nazwy te biorą się z oznaczania iloczynu skalarnego dwóch stanów za pomocą nawiasu {\displaystyle \langle \phi |\psi \rangle .} Po angielsku nawias to bracket, i stąd lewa i prawa część nawiasu to odpowiednio bra i ket. Notacja Diraca inspirowana była notacją używaną przez Grassmanna w operacjach na iloczynie skalarnym {\displaystyle [\phi |\psi ]} prawie 100 lat wcześniej.

## Przestrzeń wektorowa

### Wstęp
Aby lepiej wyobrazić sobie, czym jest notacja Diraca, dobrze jest rozpatrzyć wektor {\displaystyle {\vec {A}}} w trójwymiarowej przestrzeni wektorowej rozpiętej nad ciałem liczb rzeczywistych, co zapiszemy: {\displaystyle {\vec {A}}\in V={\mathcal {L}}(\mathbb {R} )\ :\ \dim V=3.}
Wektor {\displaystyle {\vec {A}}} może być zapisany jako liniowa kombinacja wektorów bazowych:
{\displaystyle {\begin{aligned}{\vec {A}}=A_{1}{\vec {e}}_{1}+A_{2}{\vec {e}}_{2}+A_{3}{\vec {e}}_{3}={\begin{pmatrix}{\vec {e}}_{1}&{\vec {e}}_{2}&{\vec {e}}_{3}\end{pmatrix}}{\begin{pmatrix}A_{1}\\A_{2}\\A_{3}\end{pmatrix}}\sim {\begin{pmatrix}A_{1}\\A_{2}\\A_{3}\end{pmatrix}},\end{aligned}}}
gdzie wektory {\displaystyle {\vec {e}}_{1},{\vec {e}}_{2},{\vec {e}}_{3}} są liniowo niezależne (a więc tworzą bazę), a liczby {\displaystyle A_{1},A_{2},A_{3}} to odpowiadające im współrzędne.
W ogólności kiedy wektor {\displaystyle {\vec {A}}} znajduje się w N-wymiarowej przestrzeni wektorowej nad ciałem {\displaystyle \mathbb {F} } (gdzie {\displaystyle \mathbb {F} } to np. {\displaystyle \mathbb {R} } lub {\displaystyle \mathbb {C} }), wektor {\displaystyle {\vec {A}}} jest nadal kombinacją liniową wektorów bazowych:
{\displaystyle {\vec {A}}=\sum _{n=1}^{N}A_{n}{\vec {e}}_{n}={\begin{pmatrix}A_{1}\\A_{2}\\\vdots \\A_{N}\end{pmatrix}}.}
Jednak {\displaystyle {\vec {A}}} może być wektorem w zespolonej przestrzeni Hilberta, a taka przestrzeń może mieć nieskończoną liczbę wymiarów. Wtedy w reprezentacji macierzowej byłoby nieskończenie wiele współrzędnych zespolonych. Przykładem takiej przestrzeni jest przestrzeń {\displaystyle L_{2}}.

### Notacja ket
Zamiast używać standardowych symboli, notacja Diraca używa dla wektorów pionowych kresek i trójkątnych nawiasów: {\displaystyle |A\rangle .} Tak zapisane wektory nazywają się ket, a czytane jako ket-A. Można zapisać rozważany poprzednio wektor jako
{\displaystyle |A\rangle =A_{1}|e_{1}\rangle +A_{2}|e_{2}\rangle +A_{3}|e_{3}\rangle ={\begin{pmatrix}A_{1}\\A_{2}\\A_{3}\end{pmatrix}},}
co można zapisać w skrócie
{\displaystyle |A\rangle =A_{1}|1\rangle +A_{2}|2\rangle +A_{3}|3\rangle ,}
gdzie {\displaystyle |1\rangle ,|2\rangle ,|3\rangle } oznaczają odpowiednio wektory jednostkowe {\displaystyle {\vec {e}}_{1},{\vec {e}}_{2},{\vec {e}}_{3}.}

### Iloczyn skalarny i notacja ket
Iloczynem skalarnym dwóch wektorów jest liczba zespolona. Notacja Diraca posiada specjalny zapis dla iloczynu skalarnego
{\displaystyle \langle A|B\rangle ={\text{iloczyn skalarny bra }}\langle A|{\text{ z ket }}|B\rangle .}
W trójwymiarowej przestrzeni zespolonej z półtoraliniowym iloczynem skalarnym (jak przestrzeń {\displaystyle \{|\psi \rangle \}})
{\displaystyle \langle A|B\rangle =A_{1}^{*}B_{1}+A_{2}^{*}B_{2}+A_{3}^{*}B_{3},}
gdzie {\displaystyle A_{i}^{*}} oznacza sprzężenie zespolone. W przypadku, gdy {\displaystyle {\vec {A}}={\vec {B}},} iloczyn skalarny jest kwadratem długości tego wektora
{\displaystyle \langle A|A\rangle =|A_{1}|^{2}+|A_{2}|^{2}+|A_{3}|^{2}.}
W notacji Diraca iloczyn skalarny można podzielić na dwie części, „bra” i „ket”
{\displaystyle \langle A|B\rangle =\left(\,\langle A|\,\right)\,\,\left(\,|B\rangle \,\right),}
gdzie {\displaystyle \langle A|} nazywane jest bra i czytane jako bra-A, a {\displaystyle |B\rangle } to ket.
Powodem, dla którego dzielimy iloczyn skalarny na bra i ket, jest to, iż obydwa obiekty mają swój własny sens i mogą być użyte w innym kontekście niż w iloczynie skalarnym. Można o nich myśleć na dwa sposoby.

### Bra i kety jako macierze
Dla przestrzeni wektorowej o skończonej liczbie wymiarów, używając ustalonych wektorów jednostkowych, iloczyn skalarnych można zapisać jako mnożenie macierzy postaci
{\displaystyle \langle A|B\rangle =A_{1}^{*}B_{1}+A_{2}^{*}B_{2}+\ldots +A_{N}^{*}B_{N}={\begin{pmatrix}A_{1}^{*}&A_{2}^{*}&\ldots &A_{N}^{*}\end{pmatrix}}{\begin{pmatrix}B_{1}\\B_{2}\\\vdots \\B_{N}\end{pmatrix}}.}
Na tej podstawie można zdefiniować bra jako:
{\displaystyle \langle A|={\begin{pmatrix}A_{1}^{*}&A_{2}^{*}&\ldots &A_{N}^{*}\end{pmatrix}}.}
Sprzężenie hermitowskie bra to odpowiadające mu ket i vice versa:
{\displaystyle \langle A|^{\dagger }=|A\rangle ,\quad |A\rangle ^{\dagger }=\langle A|,}
ponieważ jeśli zastosuje się sprzężenie zespolone i transpozycje macierzy, to z:
{\displaystyle {\begin{pmatrix}A_{1}^{*}&A_{2}^{*}&\ldots &A_{N}^{*}\end{pmatrix}},}
otrzyma się:
{\displaystyle {\begin{pmatrix}A_{1}\\A_{2}\\\vdots \\A_{N}\end{pmatrix}}.}

### Bra jako operator liniowy na ket
Równoważną definicją jest przyjęcie, że bra jest funkcjonałem linowym na ket, czyli operatorem, który z ket produkuje liczbę zespoloną.
Inaczej mówiąc, przestrzeń wektorowa bra jest przestrzenią dualną do przestrzeni wektorowej ket, a odpowiadające sobie ket i bra są w relacji według twierdzenia Riesza.

## Zastosowanie w mechanice kwantowej
Aparat matematyczny mechaniki kwantowej w dużej części bazuje na algebrze liniowej:
- Funkcje falowe i stany kwantowe mogą być przedstawione jako wektory w zespolonej przestrzeni Hilberta. (Szczególna struktura tej przestrzeni zależy od wybranej sytuacji). Przykładowym stwierdzeniem wykorzystującym notację Diraca mogłoby być „Elektron znajduje się w stanie {\displaystyle |\psi \rangle }”. (Technicznie stany kwantowe są kierunkami wektorów w przestrzeni Hilberta; oznacza to, że stan c {\displaystyle |\psi \rangle } odnosi się do tego samego stanu dla każdego zespolonego c).
- Superpozycje stanów kwantowych mogą być opisane jako suma wektorów stanów składowych. Przykładowo stan elektronu {\displaystyle |1\rangle +i|2\rangle } jest superpozycją stanów {\displaystyle |1\rangle } i {\displaystyle |2\rangle .}
- Pomiary w mechanice kwantowej są związane z operatorami liniowymi (zwanych obserwablami) w przestrzeni Hilberta stanów kwantowych.
- Normalizacja funkcji falowej ustala jej normę na 1.

Praktycznie wszystkie obliczenia w mechanice kwantowej zawierają wektory i operatory liniowe, dlatego można do nich wykorzystywać notację bra-ket. Pokazują to następujące przykłady:

## Oznaczenia w notacji Diraca
- wektory bazowe oznacza się: {\displaystyle |n\rangle ,} gdzie {\displaystyle n=0,1,2,\dots }
- wektory bazowe sprzężone hermitowsko: {\displaystyle (|n\rangle )^{+}=\langle n|} oraz {\displaystyle (\langle n|)^{+}=|n\rangle ,}
- iloczyn skalarny wektorów z bazy ortonormalnej {\displaystyle {\hat {S}}^{+}=(|0\rangle ,|1\rangle )^{+}} i wektorów z bazy {\displaystyle {\hat {S}}=(|0\rangle ,|1\rangle ){:}}

{\displaystyle \langle 0|0\rangle =\langle 1|1\rangle =1,}
{\displaystyle \langle 0|1\rangle =\langle 1|0\rangle =0,}
- iloczyn tensorowy wektorów bazowych:

{\displaystyle |m\rangle |n\rangle =|mn\rangle ,}
{\displaystyle |m\rangle \langle n|,}
- iloczyn zewnętrzny wektorów bazowych:

{\displaystyle |m\rangle \wedge |n\rangle =-|n\rangle \wedge |m\rangle ,}
{\displaystyle \langle m|\wedge \langle n|=-\langle n|\wedge \langle m|,}
- sprzężenie hermitowskie iloczynu tensorowego:

{\displaystyle (|mn\rangle )^{+}=\langle mn|=\langle n|\langle m|,}
{\displaystyle (|m\rangle \langle n|)^{+}=|n\rangle \langle m|,}
- wektor o współrzędnych {\displaystyle (v_{0},v_{1})} zapisany w bazie {\displaystyle {\hat {S}}^{+}=(|0\rangle ,|1\rangle )^{+}{:}}

{\displaystyle \langle v|=v_{0}\langle 0|+v_{1}\langle 1|,}
- Inne wektory bazowe można oznaczyć {\displaystyle |n'\rangle ,} na przykład:

{\displaystyle |0'\rangle =|0\rangle ,}
{\displaystyle |1'\rangle =|0\rangle +q|1\rangle ,}
{\displaystyle \langle 0'|=\langle 0|,}
{\displaystyle \langle 1'|=\langle 0|+q^{*}\langle 1|,}
- Operatory (macierze) oznacza się {\displaystyle {\hat {A}},} na przykład operator jednostkowy:

{\displaystyle {\hat {1}}=|0\rangle \langle 0|+|1\rangle \langle 1|,}
- Operator rzutowy {\displaystyle {\hat {P}}{:}}

{\displaystyle {\hat {P}}{\hat {1}}=|0\rangle \langle 0|(|0\rangle \langle 0|+|1\rangle \langle 1|)=|0\rangle \langle 0|.}